# Мазанка (село)
Ма́занка (первоначально Санкт-Петербу́ргские Ма́занки; укр. Мазанка, крымскотат. Mazanka, Мазанка) — село в Симферопольском районе Крыма (согласно административно-территориальному делению Украины является центром Мазанского сельского совета Автономной Республики Крым, согласно административно-территориальному делению РФ — центр Мазанского сельского поселения Республики Крым).

## Современное состояние
В Мазанке 11 улиц и 1 переулок, площадь, занимаемая селом, 394,2 гектара, на которой в 1454 дворах, по данным сельсовета на 2009 год, числилось 2562 жителя. В селе действуют муниципальное бюджетное общеобразовательное учреждение
«Мазанская школа», детский сад «Солнышко», православная Никольская церковь. Село связано автобусным сообщением с Симферополем и соседними населёнными пунктами.

## География
Село Мазанка расположено на востоке района, в 15 километрах (по шоссе) от Симферополя, в 3,5 километрах (к югу) от шоссе 35К-003 Симферополь — Феодосия (по украинской классификации P-23), по региональной автодороге 35Н-545 (по украинской классификации С-0-11352). Ближайшая железнодорожная станция Симферополь — примерно в 13 километрах. Мазанка находится в пределах Внешней гряды Крымских гор, в долине реки Бештерек, высота центра села над уровнем моря 346 м. Соседние сёла: Лесноселье выше по долине и Красновка (в долине реки Чуюнчи — около 1 километра), Донское — менее 1 километра ниже по долине, Трудовое и Верхние Орешники Белогорского района — в 2 километрах соответственно западнее и восточнее.

## История
По имеющимся сведениям, село Мазанка, в Симферопольском уезде Таврической области было основано 28 октября 1784 года 12 отставными солдатами Екатеринославского и Фанагорийского полков, жён для которых, по особому указу императрицы Екатерины II, специально завезли из России. В 1787 году село упоминается в ордере князя Потёмкина. После Павловских реформ, с 1796 по 1802 год, входила в Акмечетский уезд Новороссийской губернии. По ведомости V ревизии 1796 года в Санкт-Петербургских Мазанках записано 126 душ. По новому административному делению, после создания 8 (20) октября 1802 года Таврической губернии, Мазанка относилась к Кадыкойской волости Симферопольского уезда.

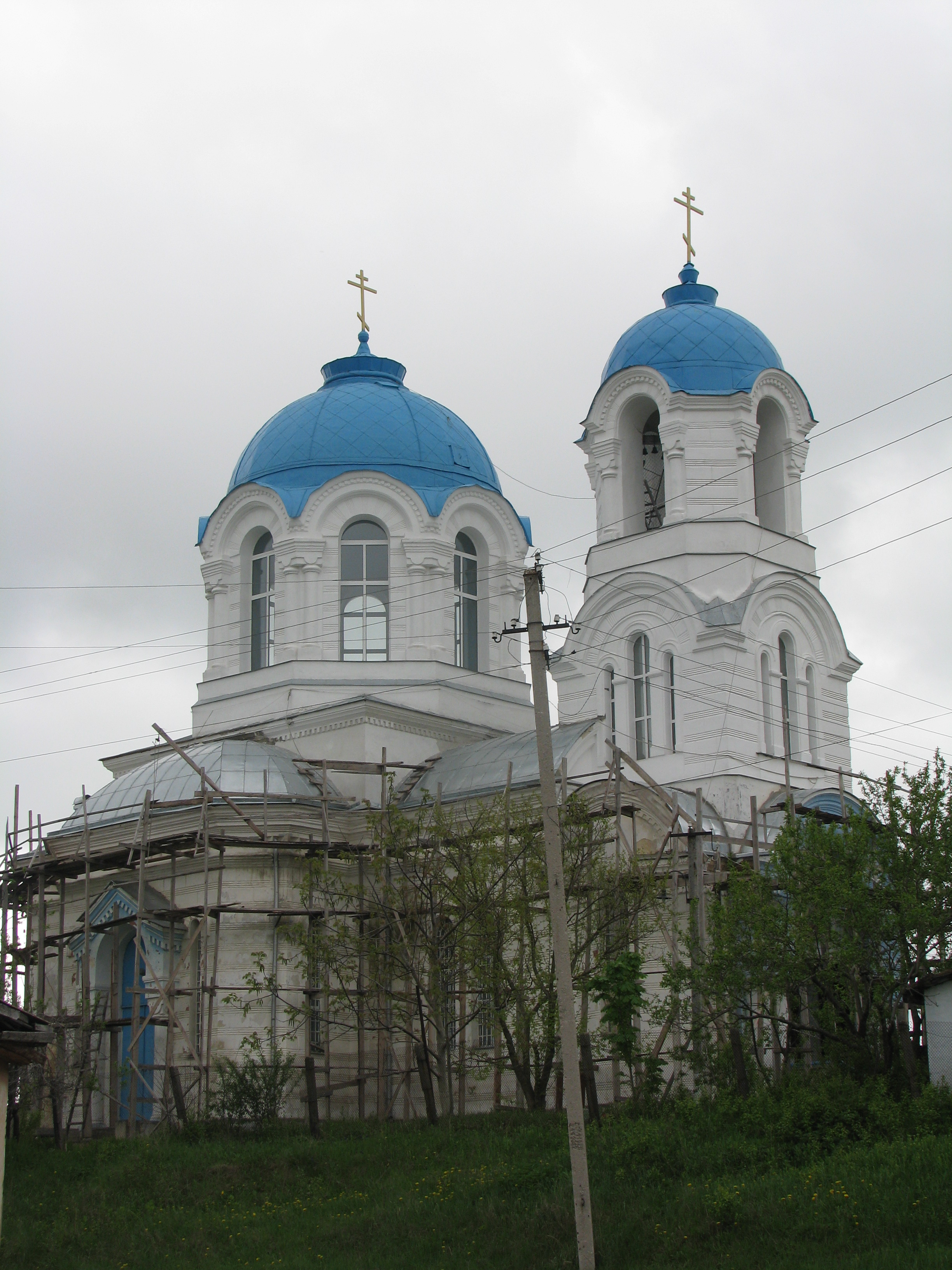
Свято-Никольский храм 1830, село Мазанка

Согласно Ведомости о всех селениях в Симферопольском уезде состоящих с показанием в которой волости сколько числом дворов и душ… от 9 октября 1805 года в деревне числился 51 двор с 240 жителями. На военно-топографической карте генерал-майора Мухина 1817 года обозначена слобода Санкт-Петербургские Мазанки с 27 дворами. В том же году было начато строительство церкви, «…за неимением яко бы вблизи камня», законченное в 1830 году. После реформы волостного деления 1829 года деревню, согласно «Ведомости о казённых волостях Таврической губернии 1829 года», отнесли к Сарабузской волости. На карте 1836 года в деревне 45 дворов, как и на карте 1842 года.
В 1860-х годах, после земской реформы Александра II, деревню приписали к Зуйской волости. В «Списке населённых мест Таврической губернии по сведениям 1864 года», составленном по результатам VIII ревизии 1864 года, Мазанки — казённое русское село в 66 дворов, с 204 жителями и православной церковью при речкѣ Бештерекѣ. По обследованиям профессора А. Н. Козловского начала 1860-х годов, жители селения «пользовались водой реки Бештерека и родниками». На трёхверстовой карте 1865—1876 года в селе 67 дворов. На 1886 год в селе Мазанки, согласно справочнику «Волости и важнѣйшія селенія Европейской Россіи», проживало 860 человек в 100 домохозяйствах, действовали православная церковь, школа и лавка. В «Памятной книге Таврической губернии 1889 года», составленной по результатам Х ревизии 1887 года, записана Мазанка с 135 дворами и 915 жителями.
После земской реформы 1890-х годов село осталось в составе преобразованной Зуйской волости. Согласно «…Памятной книжке Таврической губернии на 1892 год», в селе Мазанка, составлявшей Мазанское сельское общество, было 1004 жителя в 104 домохозяйствах, 2266 десятинах земли. Перепись 1897 года зафиксировала в Мазанке 1151 жителя, из которых 1137 «православных». По «…Памятной книжке Таврической губернии на 1902 год» в селе Мазанка, составлявшем Мазанское сельское общество, числилось 1008 жителей в 104 домохозяйствах. На 1914 год в селении действовали 3 земские школы. По Статистическому справочнику Таврической губернии. Ч.II-я. Статистический очерк, выпуск шестой Симферопольский уезд, 1915 год, в селе Мазанка Зуйской волости Симферопольского уезда числилось 240 дворов с русским населением в количестве 1804 человек приписных жителей и 4 — «посторонних», из которых 903 мужчины и 901 женщина. Жители владели 2016 десятинами удобной земли. В хозяйствах имелось 479 лошадей, 162 вола, 237 коров и 194 головы мелкого скота. На 1917 год в селе действовала церковь.
После установления в Крыму Советской власти, по постановлению Крымревкома от 8 января 1921 года была упразднена волостная система и село включили в состав вновь созданного Подгородне-Петровского района Симферопольского уезда, а в 1922 году уезды получили название округов. 11 октября 1923 года, согласно постановлению ВЦИК, в административное деление Крымской АССР были внесены изменения, в результате которых был ликвидирован Подгородне-Петровский район и образован Симферопольский и село включили в его состав. Согласно Списку населённых пунктов Крымской АССР по Всесоюзной переписи 17 декабря 1926 года, в селе Мазанка, центре Мазанского сельсовета (в качестве которого село состояло всю дальнейшую историю) Симферопольского района, числился 287 дворов, из них 3261 крестьянский, население составляло 1379 человек, из них 1346 русских, 18 украинцев, 5 немцев, 5 евреев, 2 армян, 1 латыш, 2 записаны в графе «прочие», действовала русская школа. С созданием 22 февраля 1937 года Зуйского района Мазанку отнесли в его состав, где она состояла до упразднения района 24 сентября 1959 года, после чего село включили опять в состав Симферопольского района. По данным всесоюзной переписи населения 1939 года в селе проживало 738 человек.
1 ноября 1941 года в ходе Крымской оборонительной операции 184-я стрелковая дивизия отошла на новый рубеж: Карасубазар, Александровка, Розенталь, Мазанка. 1 ноября её выдвигавшиеся части выяснили, что деревня Мазанка занята противником. Атакой немцы были выбиты из деревни. Утром 2 ноября после артподготовки противник начал наступление на 294-й стрелковый полк со стороны Карасубазара на высоту 275,4 и Александровку и со стороны Старого Бурача — на деревню Розенталь. Первая атака пехоты противника была отражена. Повторной атакой, поддержанной сильным артогнем и танками, противнику удалось занять высоту 275,4 и Александровку. Оборонявшийся здесь батальон отошел и закрепился на рубеже Ени-Сарай, Аргин. Рано утром 4 ноября противник начал наступление на 262-й стрелковый полк. Наступление поддерживалось сильным огнем артиллерии. К 11.00 противнику удалось занять Верхние Фундуклы и Мазанку. Он начал продвижение на Петрово, стараясь обойти с тыла Нейзац. Избегая окружения, 262-й стрелковый полк отошел на высоты севернее Тау-Кипчак, на которых закрепился. 294-й и 297-й стрелковые полки на рубеже Баксан — Бураган успешно отразили две атаки пехоты противника, нанеся ему потери.
Памятный знак на месте боев пограничников в селе Мазанка Симферопольского района был открыт в 1967 году, в мае 1975 года памятник заменен. Обелиск в виде многогранного шпиля, увенчанного пятиконечной звездой, установлен на высоком двухступенчатом постаменте. На лицевой стороне, нижней ступени, постамента установлена мемориальная доска с текстом: «Слава героям — пограничникам 184 стрелковой дивизии, погибшим в боях с немецко-фашистскими захватчиками в ноябре 1941 года». Площадка вокруг памятного знака вымощена бетонными плитами, территория ограждена и озеленена.
Памятник является объектом культурного наследия регионального значения России.

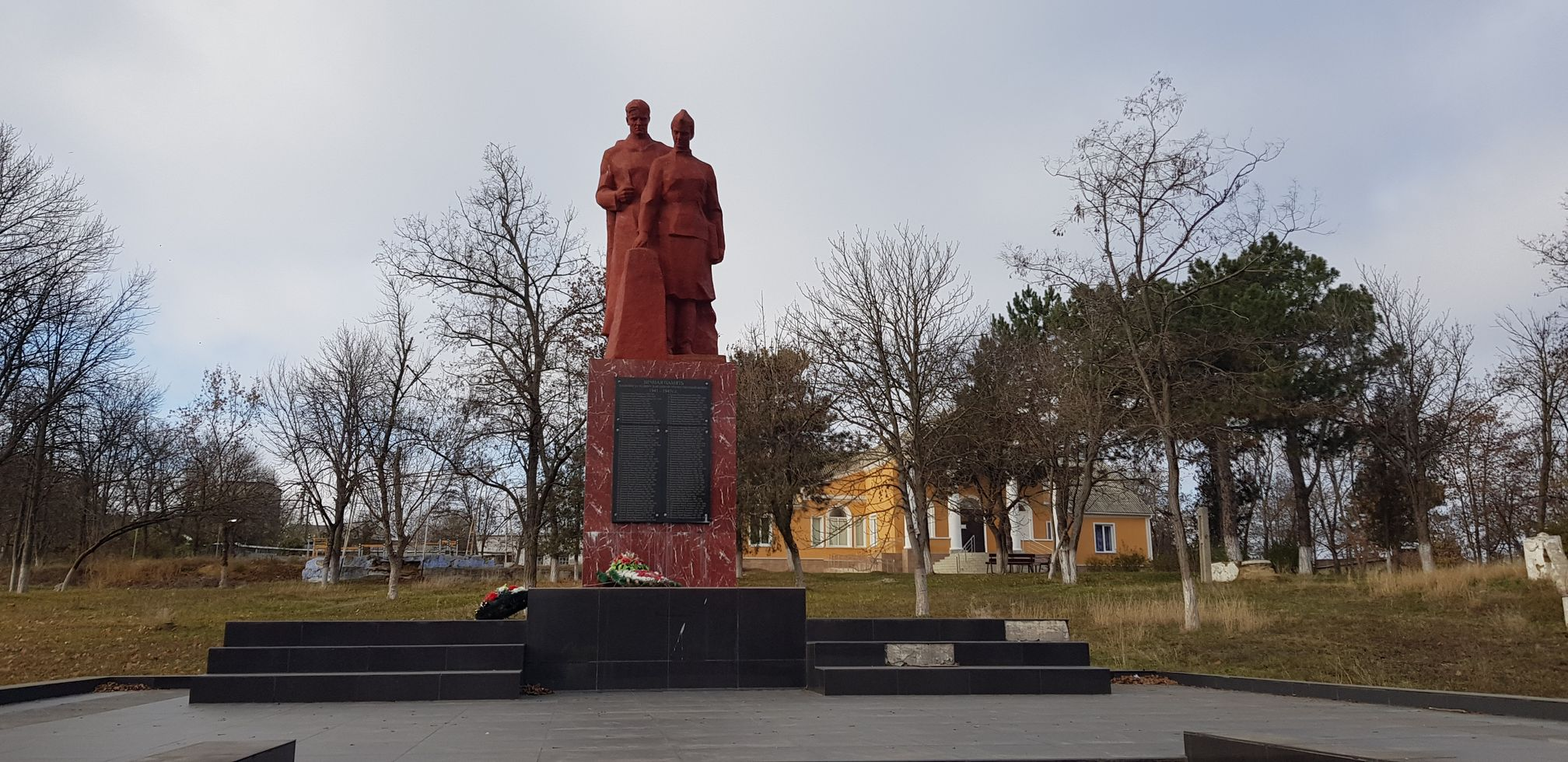
Памятный знак в честь воинов-односельчан, погибших в годы Великой Отечественной войны. Автор — скульптор С. С. Карташов  Объект культурного наследия народов РФ регионального значения. Рег. № 911710856120005 (ЕГРОКН)
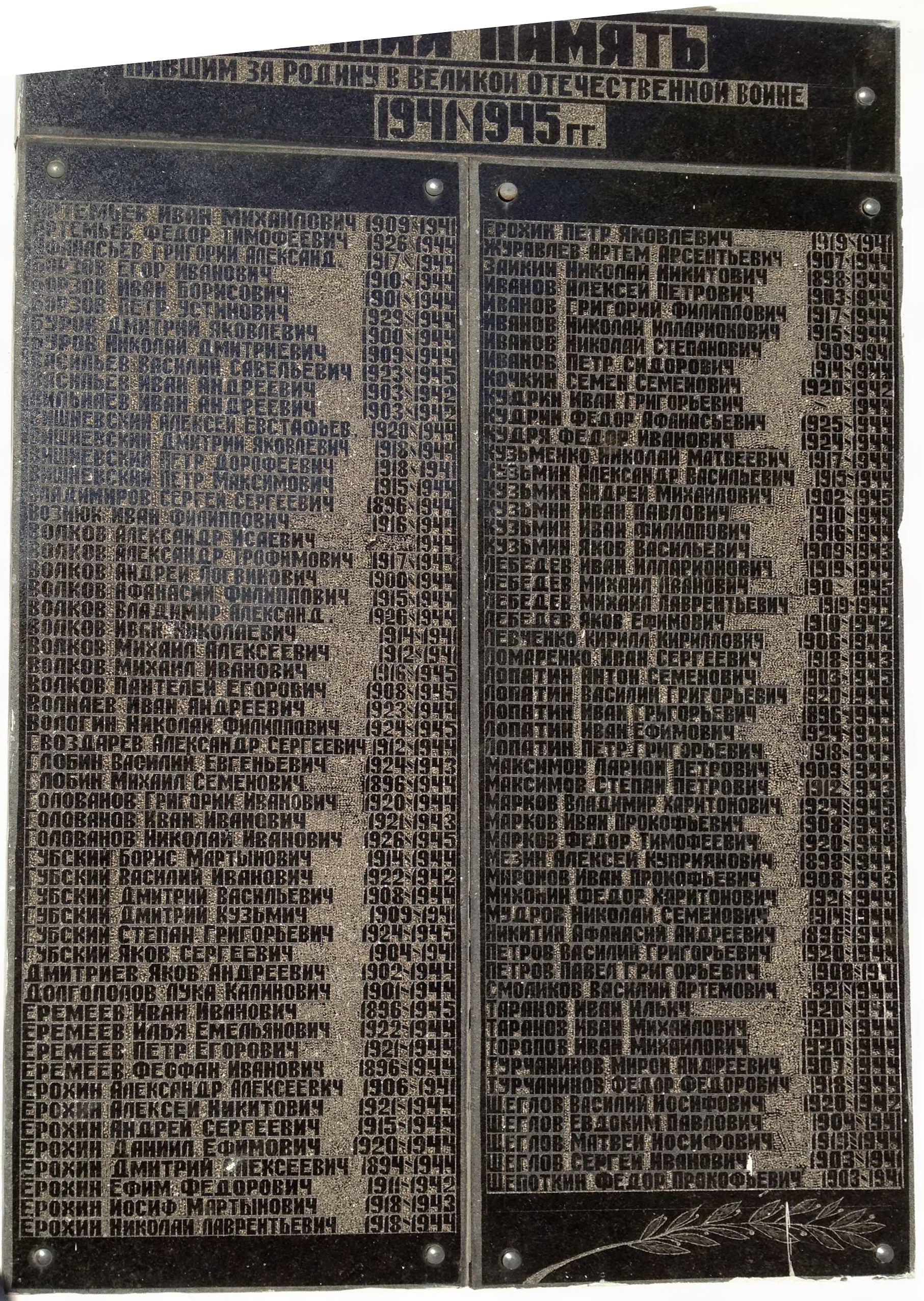
Табличка с именами односельчан
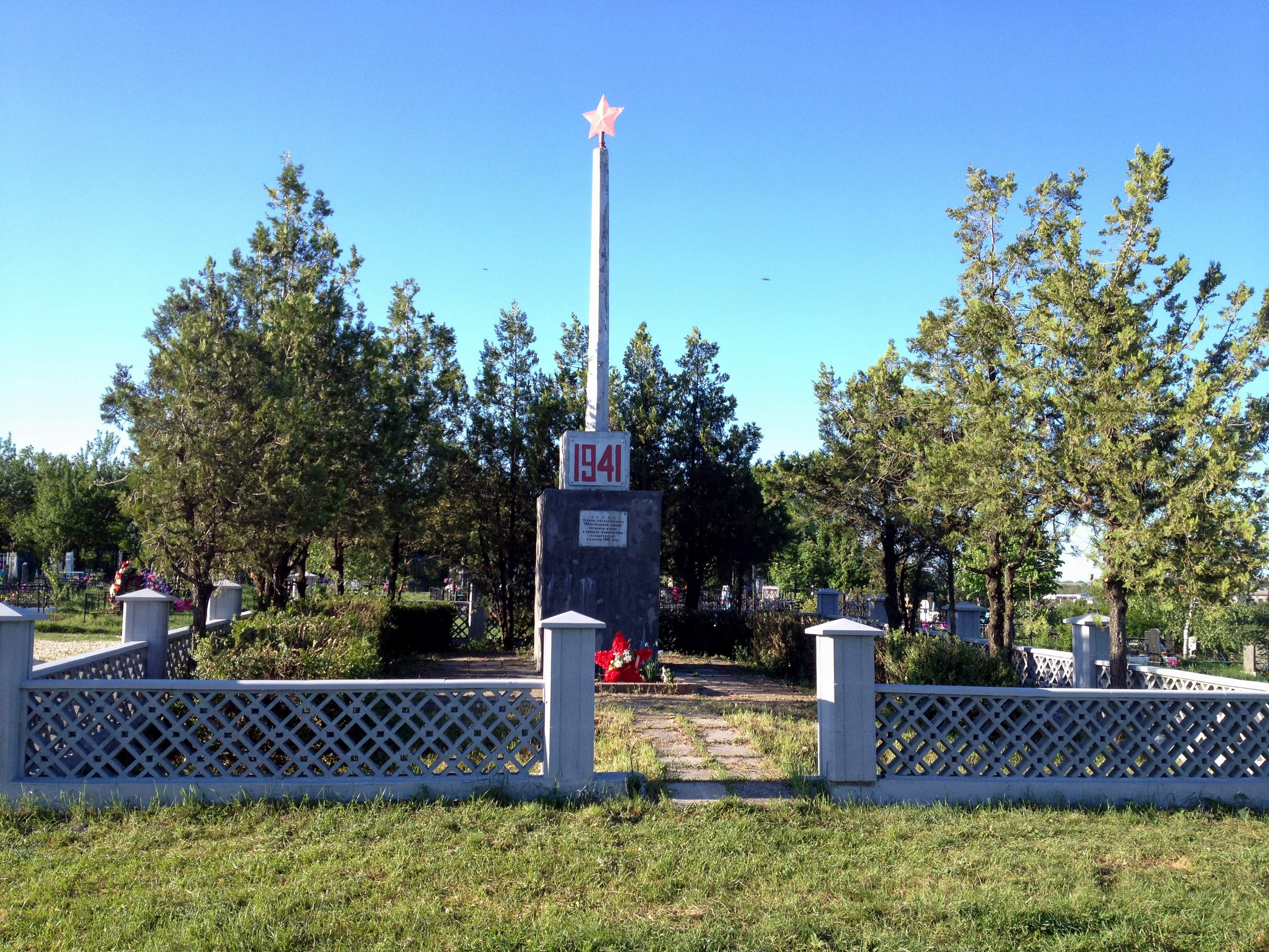
Памятный знак на месте боев пограничников 184-й сд  Объект культурного наследия народов РФ регионального значения. Рег. № 911710856140005 (ЕГРОКН)
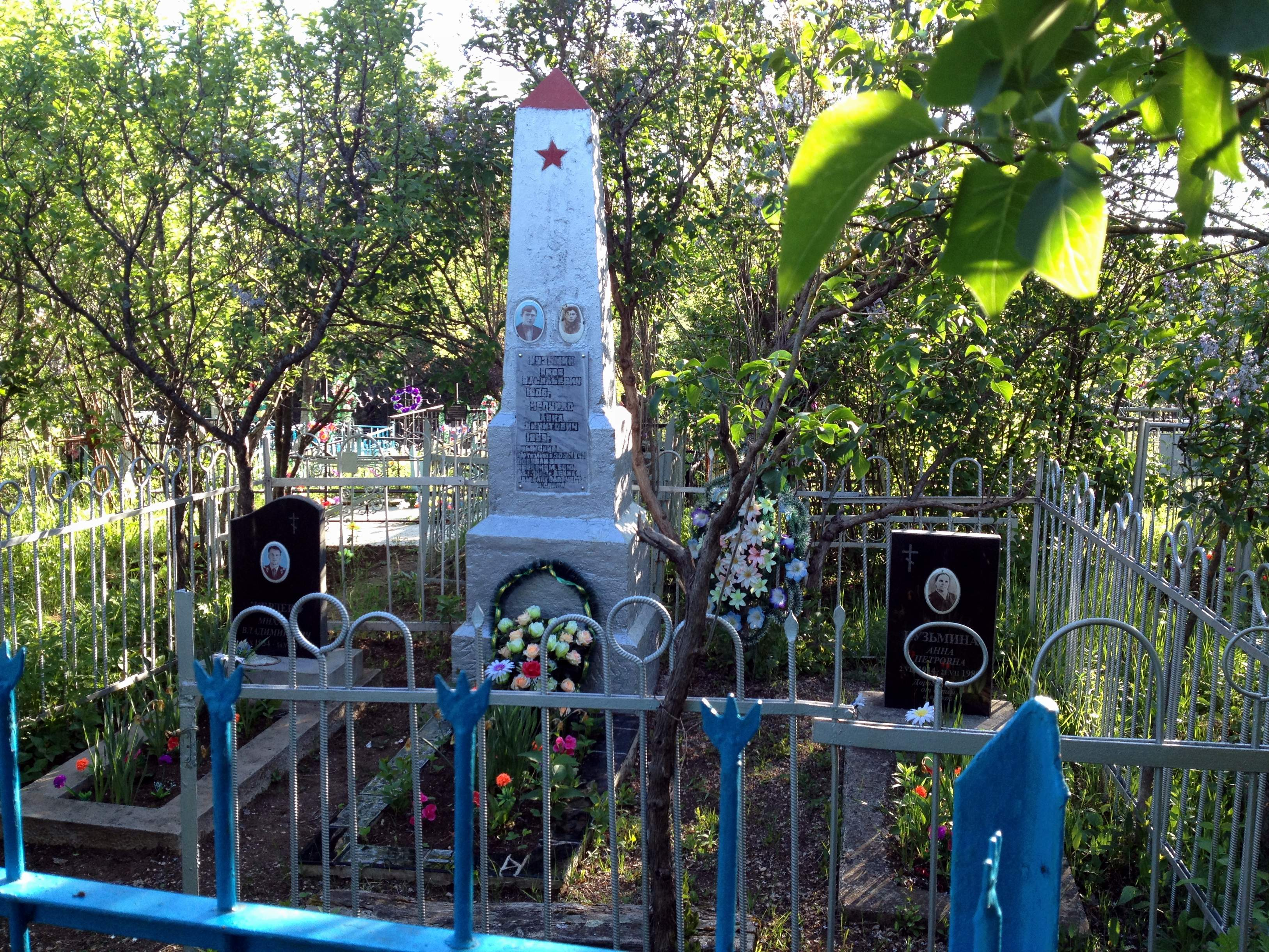
Братская могила партизан, кладбище  Объект культурного наследия народов РФ регионального значения. Рег. № 911710856110005 (ЕГРОКН)
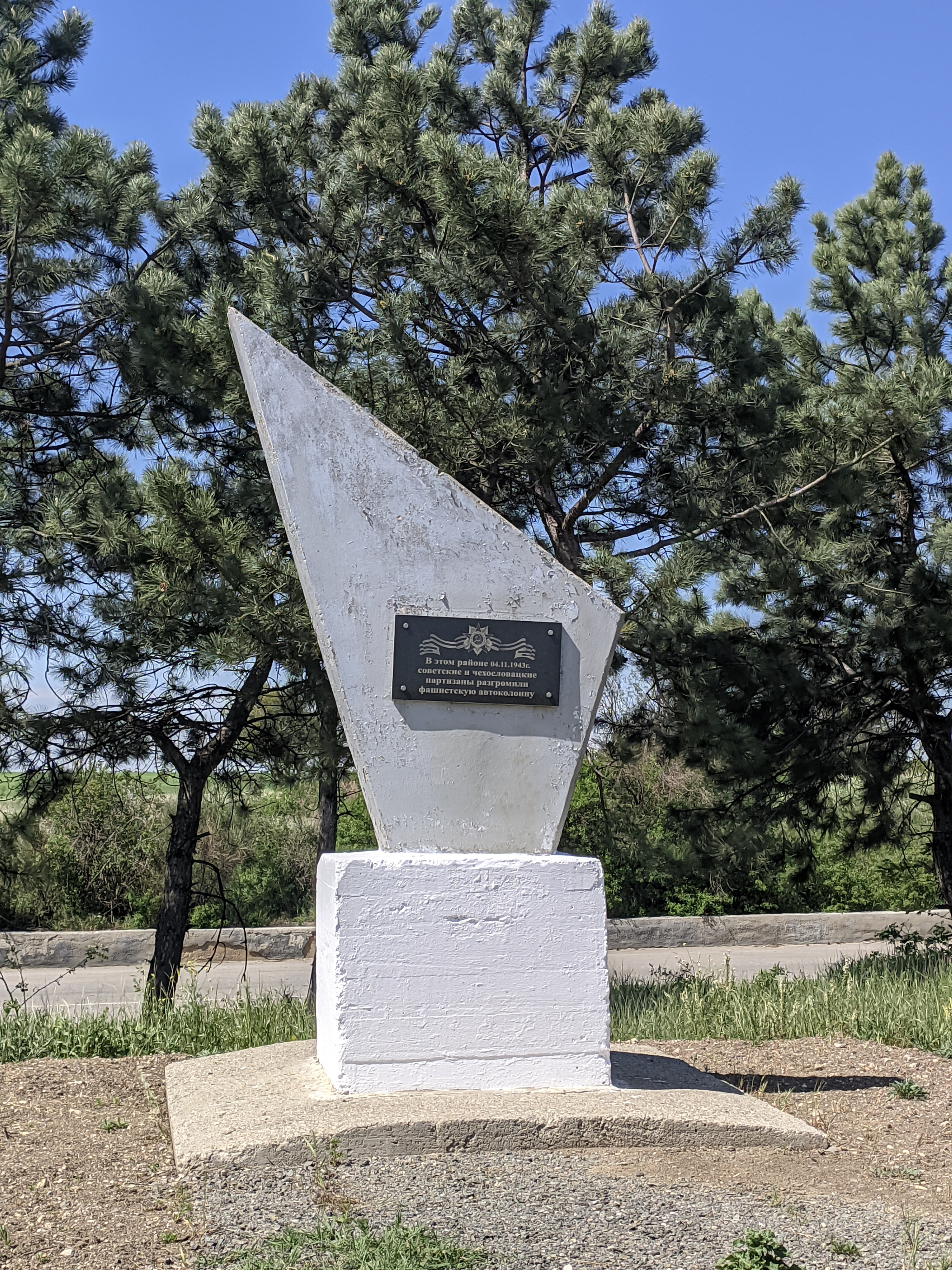
Памятный знак на месте разгрома немецкой автоколонны на шоссе Симферополь-Феодосия партизанами с участие словаков  Объект культурного наследия народов РФ регионального значения. Рег. № 911710873180005 (ЕГРОКН)

В 1944 году, после освобождения Крыма от фашистов, 12 августа 1944 года было принято постановление № ГОКО-6372с «О переселении колхозников в районы Крыма» и в сентябре 1944 года в район приехали первые новоселы (212 семей) из Ростовской, Киевской и Тамбовской областей, а в начале 1950-х годов последовала вторая волна переселенцев из различных областей Украины. С 25 июня 1946 года Мазанка в составе Крымской области РСФСР, а 26 апреля 1954 года Крымская область была передана из состава РСФСР в состав УССР. Решением Крымоблисполкома от 24 сентября 1959 года ликвидирован Зуйский район и Мазанка передана в состав Симферопольского района. Указом Президиума Верховного Совета УССР «Об укрупнении сельских районов Крымской области», от 30 декабря 1962 года Симферопольский район был упразднён и село присоединили к Белогорскому. 1 января 1965 года, указом Президиума ВС УССР «О внесении изменений в административное районирование УССР — по Крымской области», вновь включили в состав Симферопольского. В период с 1968 года по 1977 год в состав Мазанки включили Спиридоновку. На 1974 год в Мазанке числилось 2250 жителей. По данным переписи 1989 года в селе проживало 2295 человек. С 12 февраля 1991 года село в восстановленной Крымской АССР, 26 февраля 1992 года переименованной в Автономную Республику Крым.

## Население
| 2001 | 2014  |
| ---- | ----- |
| 2617 | ↘2564 |

Всеукраинская перепись 2001 года показала следующее распределение по носителям языка
| Язык             | Процент |
| ---------------- | ------- |
| русский          | 69,16   |
| крымскотатарский | 22,35   |
| украинский       | 7,34    |
| другие           | 0,77    |

### Динамика численности
| - 1796 год — 126 чел. - 1805 год — 105 чел. - 1864 год — 204 чел. - 1886 год — 860 чел. - 1889 год — 915 чел. - 1892 год — 1004 чел. - 1897 год — 1151 чел. - 1902 год — 1008 чел. | - 1915 год — 1804/4 чел. - 1926 год — 1379 чел. - 1939 год — 738 чел. - 1974 год — 2250 чел. - 1989 год — 2295 чел. - 2001 год — 2617 чел. - 2001 год — 2562 чел. - 2014 год — 2564 чел. |